# Caecilia thompsoni
Caecilia thompsoni é uma espécie de anfíbio gimnofiono, endémica da Colômbia. É apenas conhecida no vale do Rio Magdalena nos departamentos de Tolima, Cauca, Cundinamarca e Boyacá. Habita em zonas florestadas e abertas, sendo um animal subterrâneo.